# Ephedromyia issykkulensis
Ephedromyia issykkulensis är en tvåvingeart som beskrevs av Marikovskij 1955. Ephedromyia issykkulensis ingår i släktet Ephedromyia och familjen gallmyggor. Inga underarter finns listade i Catalogue of Life.